# Fumio Yoshimura
Fumio Yoshimura (jap. 吉村 二三夫, Yoshimura Fumio; geb. 1926 in Japan; gest. am 23. Juli 2002 in Manhattan, New York City) war ein japanisch-amerikanischer zeitgenössischer Künstler, der Skulpturen aus Holz schuf.

## Leben und Werk
Fumio Yoshimura studierte Malerei an der Tokyo University of the Arts, wo er 1949 graduierte. Anfang der 1960er Jahre kam er nach Manhattan. Er war mit Kate Millett verheiratet, die ihm ihr Buch Sexual Politics widmete. 1985 wurde die Ehe geschieden.
In New York brachte er sich selbst bei, Holz mit verschiedenen Messern, Meißeln und Bohrern zu bearbeiten und entwickelte eine virtuose Technik. Er begann mit Formen von Pflanzen und Gemüse. Er verwendete weißes, ohne Farbe behandeltes Lindenholz, das seinen Skulpturen von alltäglichen Dingen wie Schreibmaschinen, Nähmaschinen, Fahrrädern oder einem Hotdog-Stand eine gespenstische Blässe verlieh. Sein Stil wird oft dem Hyperrealismus zugeordnet, er beschrieb seine Werke jedoch als Verkörperung der „Geister“ (engl.: ghost) von Objekten. Dinge für menschliche Tätigkeiten sind häufig Gegenstand seiner Kunst, er stellte aber niemals Menschen dar. Three Bicycles war 1986 das zentrale Werk in einer Ausstellung im Museum of Arts and Design (MAD) in New York City.
1981 war Yoshimura Artist in Residence des Hood Museum of Art am Dartmouth College, an dem er anschließend bis 1993 als Adjunct Professor das Fach Skulptur unterrichtete. Werke von Fumio Yoshimura befinden sich u. a. in den Sammlungen des Philadelphia Museum of Art und der Pennsylvania Academy of the Fine Arts sowie im Hood Museum.